# AIM-152 AAAM
L'AIM-152 AAAM (Advanced Air-to-Air Missile) era un missile aria-aria a lungo raggio richiesto dalla US Navy per rimpiazzare l'AIM-54 Phoenix agli inizi degli anni ottanta.
La fine della guerra fredda fece sì che non venne prodotto nemmeno un prototipo di questo missile, la cui designazione non ufficiale AIM-152 deriva dal nome assegnato ai prototipi che avrebbero dovuto essere costruiti, cioè YAIM-152.

## Storia
Nei primi anni '80 l'US Navy pubblicò le sue richieste di un missile aria-aria a lungo raggio per rimpiazzare l'AIM-54 Phoenix: le dimensioni rispetto a quest'ultimo si sarebbero dovute ridurre, la velocità doveva aggirarsi attorno a Mach 3 e la gittata avrebbe dovuto essere notevolmente incrementata. Nel 1983 il Naval Weapons Center della Marina propose il suo progetto denominato ACIMD (Advanced Common Intercept Missile Demonstration) dotato di guida radar e infrarossa.

Sulla base di queste direttive, nel 1987 le ditte Hughes/Raytheon/Douglas e General Dynamics/Westinghouse vennero selezionate per condurre ulteriori studi sul missile AAAM.
Le ultime due fabbriche lavorarono a un proprio tipo di motore e a un sistema di navigazione inerziale con una guida radar semiattiva e un sensore elettro-ottico; la guida infrarossa invece sarebbe dovuta entrare in uso solo se i primi sistemi non funzionavano correttamente. Altra caratteristica del lavoro della General Dynamics e della Westinghouse era che il missile veniva associato al bersaglio da eliminare da un pod agganciato al vettore (l'aereo), cosicché il pilota non era obbligato a seguire la minaccia nemica e poteva dedicarsi, per esempio, all'individuazione di altri velivoli.
La fine della guerra fredda indusse i vertici militari a ridimensionare il progetto del nuovo missile, che nel 1992 venne definitivamente abbandonato. in favore dell'AIM-120 AMRAAM.